# Oscarverleihung 2010
Übersicht aller ausgezeichneten Filme

◄◄ | ◄ | 2006 | 2007 | 2008 | 2009 | Oscarverleihung 2010 | 2011 | 2012 | 2013 | 2014 | ► | ►►

Weitere Ereignisse
| Film                                            | N | A |
| ----------------------------------------------- | - | - |
| Avatar – Aufbruch nach Pandora                  | 9 | 3 |
| Tödliches Kommando – The Hurt Locker            | 9 | 6 |
| Inglourious Basterds                            | 8 | 1 |
| Precious – Das Leben ist kostbar                | 6 | 2 |
| Up in the Air                                   | 6 | 0 |
| Oben                                            | 5 | 2 |
| District 9                                      | 4 | 0 |
| Nine                                            | 4 | 0 |
| Star Trek                                       | 4 | 1 |
| Crazy Heart                                     | 3 | 2 |
| An Education                                    | 3 | 0 |
| Küss den Frosch                                 | 3 | 0 |
| Victoria, die junge Königin                     | 3 | 1 |
| Blind Side – Die große Chance                   | 2 | 1 |
| Der fantastische Mr. Fox                        | 2 | 0 |
| Invictus – Unbezwungen                          | 2 | 0 |
| Das Kabinett des Doktor Parnassus               | 2 | 0 |
| The Messenger – Die letzte Nachricht            | 2 | 0 |
| Ein russischer Sommer                           | 2 | 0 |
| A Serious Man                                   | 2 | 0 |
| Sherlock Holmes                                 | 2 | 0 |
| Das weiße Band – Eine deutsche Kindergeschichte | 2 | 0 |

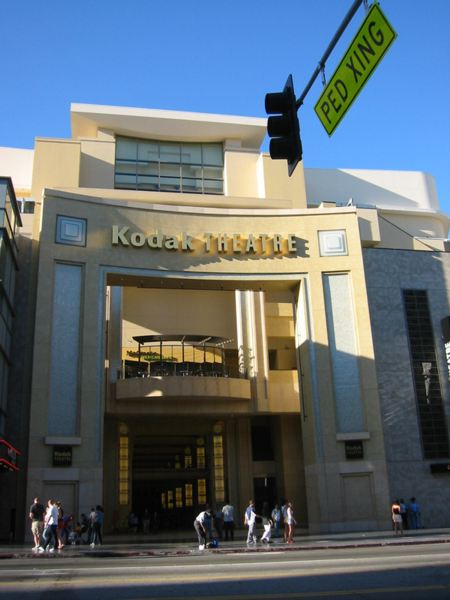
Das Kodak Theatre, Veranstaltungsort der diesjährigen Oscarverleihung

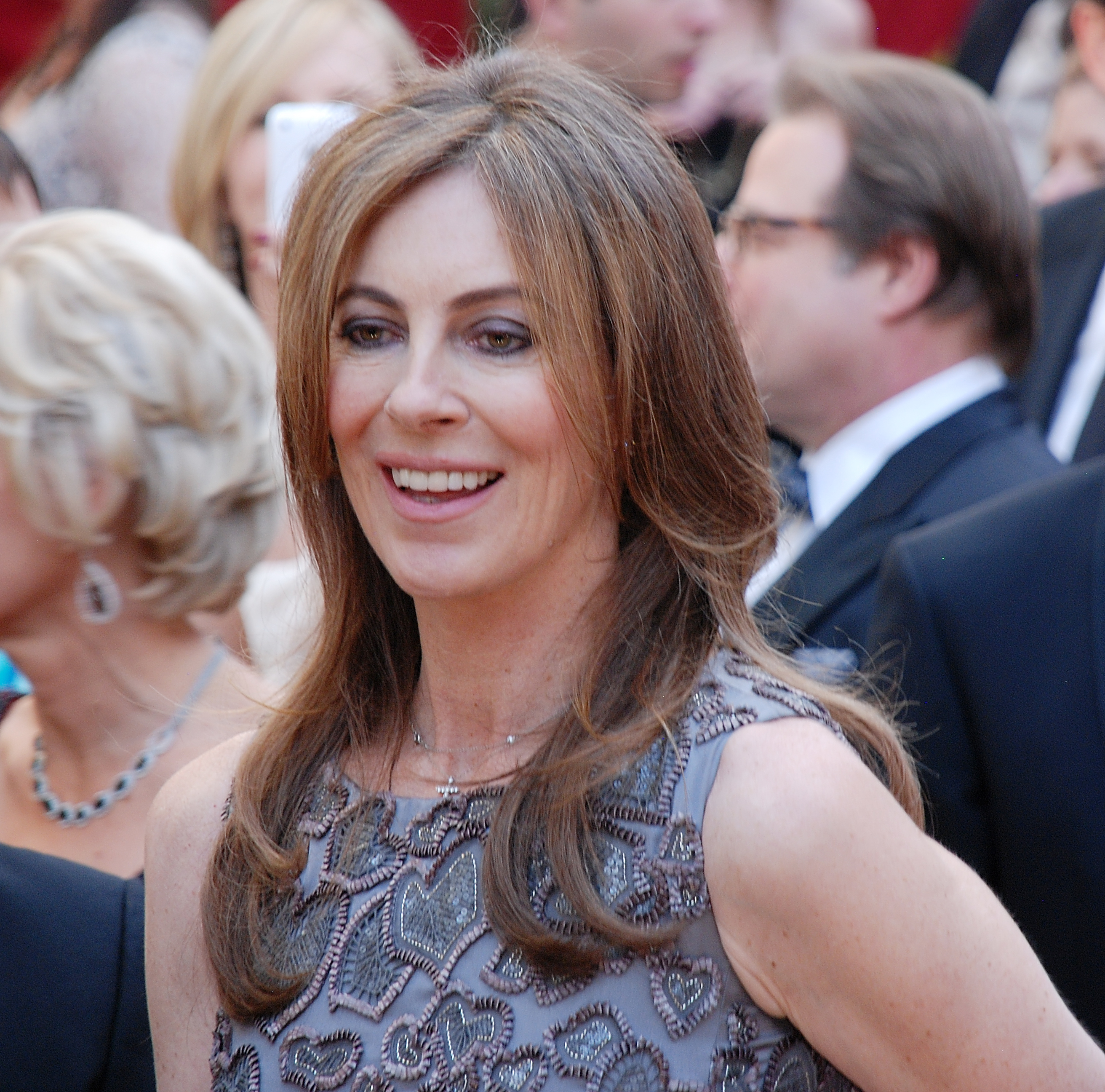
Kathryn Bigelow, Regisseurin des Oscar-prämierten Films Tödliches Kommando – The Hurt Locker

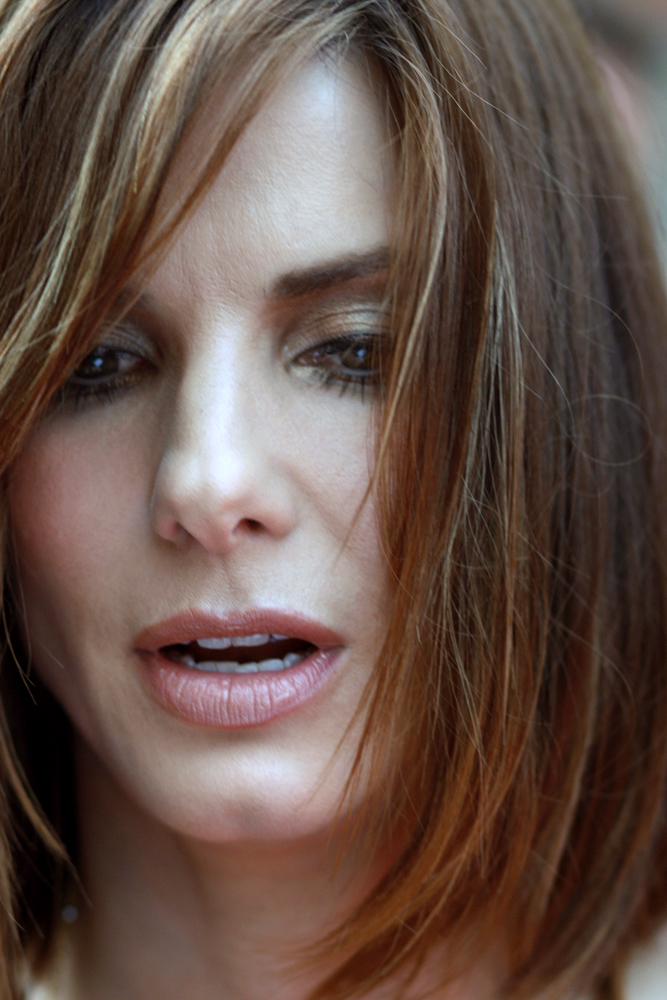
Ausgezeichnet als beste Hauptdarstellerin: Sandra Bullock

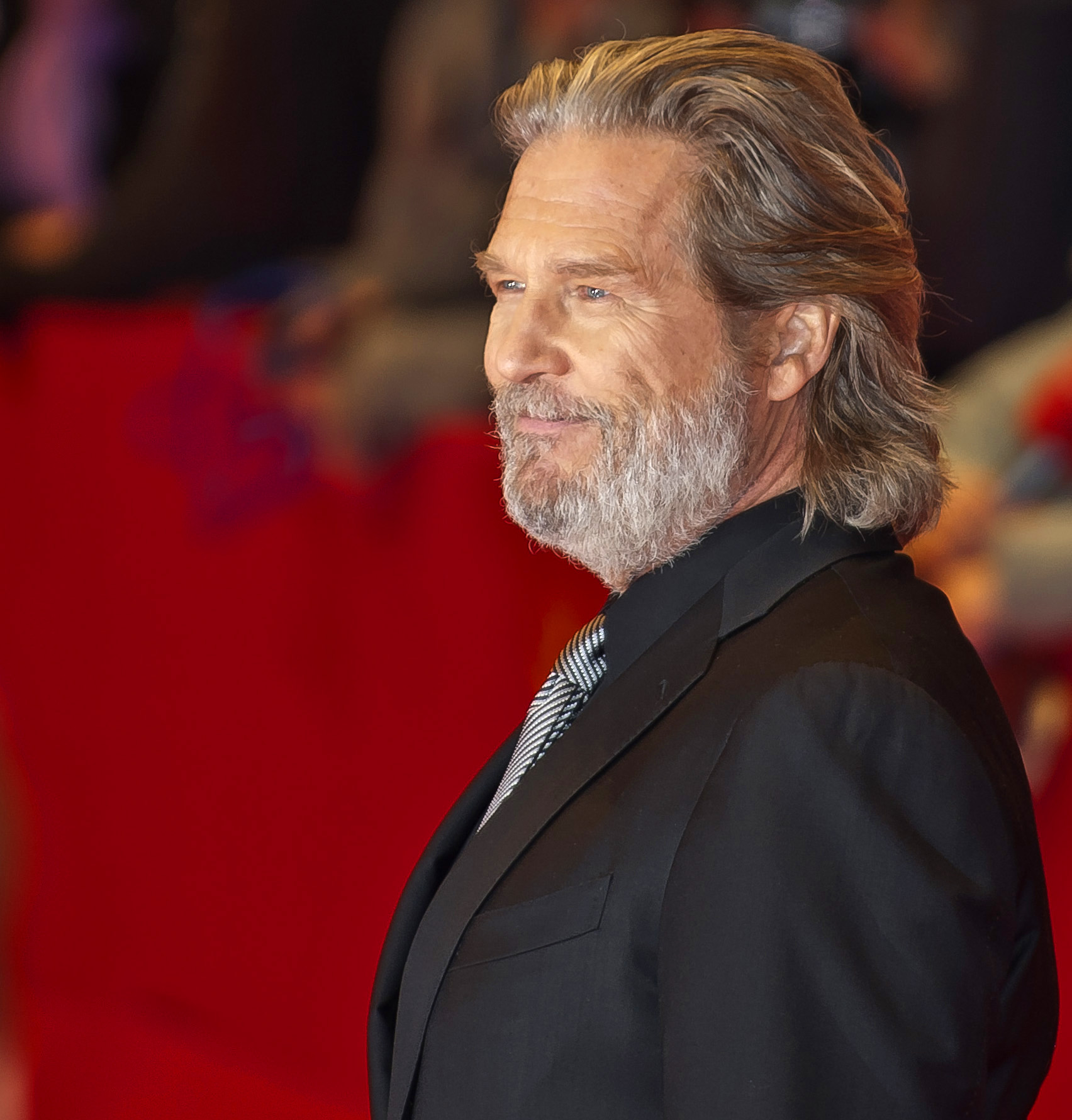
Ausgezeichnet als bester Hauptdarsteller: Jeff Bridges

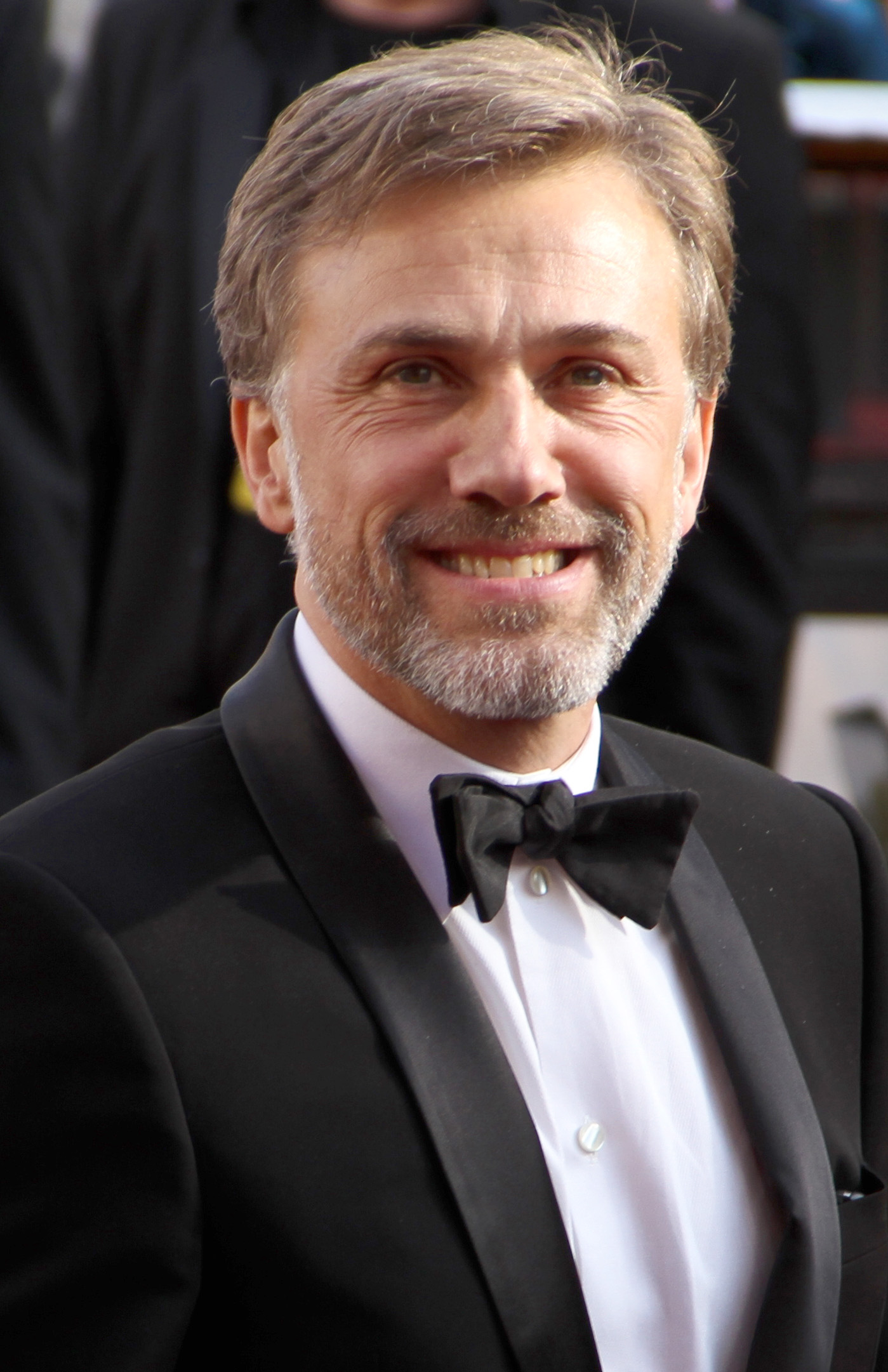
Ausgezeichnet in der Kategorie Bester Nebendarsteller: Christoph Waltz

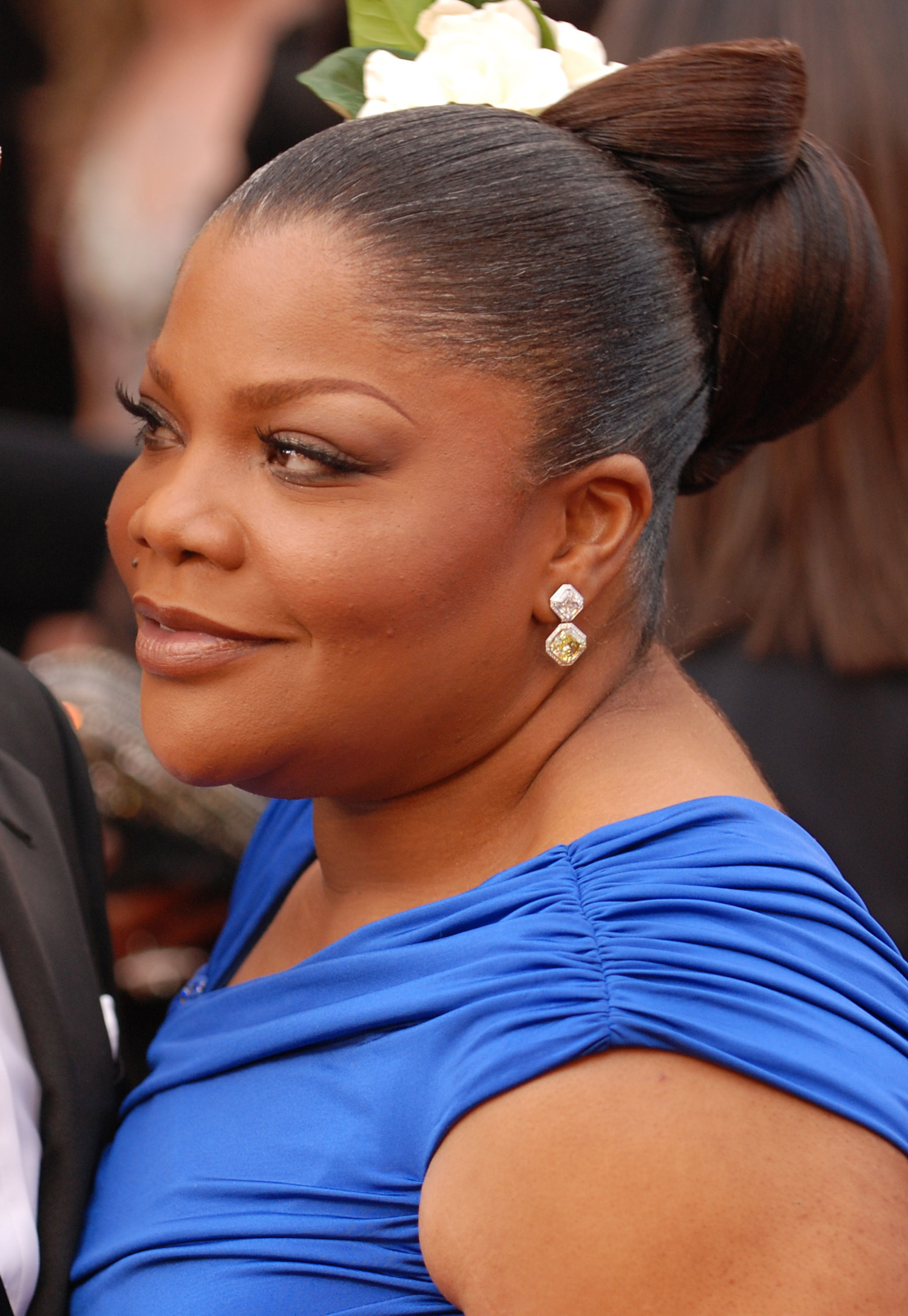
Ausgezeichnet in der Kategorie: Beste Nebendarstellerin: Mo’Nique

Die Oscarverleihung 2010 fand am 7. März 2010 im Kodak Theatre in Los Angeles statt. Es war die 82. Verleihung des Academy Award seit der ersten Verleihung 1929. Im Jahr der Oscarverleihung werden immer Filme des Vorjahres ausgezeichnet, in diesem Fall die Filme des Jahres 2009.

## Moderation
Die Verleihung wurde von den Schauspielern Alec Baldwin und Steve Martin moderiert.

## Eckdaten
Die Entscheidungen über die Nominierten wurden von den Mitgliedern der Academy zwischen dem 28. Dezember 2009 und dem 23. Januar 2010 eingereicht. Die Bekanntgabe der Nominierungen in den einzelnen Kategorien erfolgte am 2. Februar 2010; einen Monat später, am 7. März 2010, fand die Verleihung statt. Der Grund, die Verleihung im März und nicht wie bisher im Februar durchzuführen, waren die im betreffenden Zeitraum laufenden Olympischen Winterspiele 2010 in Vancouver.
Die Technik-Oscars (Technical Achievement Awards und Scientific and Engineering Awards) wurden bereits am 20. Februar 2010 im
Hotel Beverly Wilshire in Beverly Hills verliehen.

## Neuerungen
Wie am 24. Juni 2009 von Sid Ganis, dem Präsidenten der Academy of Motion Picture Arts and Sciences, bekannt gegeben wurde, wurde die Anzahl der Filme, die in der Kategorie Bester Film nominiert wurden, von fünf auf zehn erhöht. Diese Entscheidung sollte, laut Ganis, auch beispielsweise Animationsfilmen, wie etwa dem 2009 uraufgeführten Film Oben oder Independent-Filmen ermöglichen, in dieser Kategorie nominiert zu werden.
Wie bisher bereits die Auszeichnungen für Wissenschaft und Technik wurden erstmals auch die Ehrenpreise bereits vor der eigentlichen Verleihung der Academy Awards vergeben. Die Preisträger des Ehrenoscars und des Irving G. Thalberg Memorial Award wurden im Rahmen eines Galadiners am 14. November 2009 geehrt.
In der von Bill Mechanic und Adam Shankman produzierten Verleihungszeremonie wurden, wie bereits im Vorjahr, die Nominierungen in den Kategorien Bester Hauptdarsteller und Beste Hauptdarstellerin jeweils von fünf Kollegen individuell vorgestellt. Zur Straffung der Show wurden die Nominierungen in der Kategorie Bester Song erstmals nicht als Livedarbietungen präsentiert, sondern als kurzer Zusammenschnitt analog zu den Nominierungen in anderen Kategorien.
Die Verkündungsformel „And the Oscar goes to…“ wurde nach 22 Jahren wieder zum alten Spruch „And the Winner is…“ geändert. Es handelte sich dabei um eine Entscheidung der Produzenten der Show mit Einwilligung der Academy.

## Preisträger und Nominierungen
Die Oscar-Nominierungen wurden am 2. Februar 2010 durch die Schauspielerin Anne Hathaway bekannt gegeben. Das Feld der nominierten Filme wurde gemeinsam von James Camerons Avatar – Aufbruch nach Pandora und Kathryn Bigelows Kriegsdrama Tödliches Kommando – The Hurt Locker angeführt (je 9 Nominierungen), gefolgt von Quentin Tarantinos Inglourious Basterds (8), Lee Daniels’ Sozialdrama Precious – Das Leben ist kostbar und Jason Reitmans Tragikomödie Up in the Air (je 6 Nominierungen). Den Preis für den besten Film gewann Tödliches Kommando – The Hurt Locker. Regisseurin Kathryn Bigelow wurde als erste Filmemacherin mit dem Regiepreis ausgezeichnet.
Die europäische Koproduktion Das weiße Band – Eine deutsche Kindergeschichte von Michael Haneke wurde als deutscher Beitrag in der Kategorie Bester fremdsprachiger Film sowie für die beste Kameraführung (Christian Berger) nominiert, ging aber leer aus. Ausgezeichnet wurde der Schauspieler Christoph Waltz (Inglourious Basterds), nominiert der Komponist Hans Zimmer (Sherlock Holmes).

### Bester Film
präsentiert von Tom Hanks
Tödliches Kommando – The Hurt Locker (The Hurt Locker) – Kathryn Bigelow, Mark Boal, Nicolas Chartier, Greg Shapiro
Avatar – Aufbruch nach Pandora (Avatar) – James Cameron, Jon Landau
Blind Side – Die große Chance (The Blind Side) – Andrew A. Kosove, Broderick Johnson, Gil Netter
District 9 – Carolynne Cunningham, Peter Jackson
An Education – Finola Dwyer, Amanda Posey
Inglourious Basterds – Lawrence Bender
Oben (Up) – Jonas Rivera
Precious – Das Leben ist kostbar (Precious) – Lee Daniels, Gary Magness, Sarah Siegel-Magness
A Serious Man – Ethan Coen, Joel Coen
Up in the Air – Daniel Dubiecki, Ivan Reitman, Jason Reitman

### Beste Regie
präsentiert von Barbra Streisand
Kathryn Bigelow – Tödliches Kommando – The Hurt Locker (The Hurt Locker) 
James Cameron – Avatar – Aufbruch nach Pandora (Avatar)
Lee Daniels – Precious – Das Leben ist kostbar (Precious)
Jason Reitman – Up in the Air
Quentin Tarantino – Inglourious Basterds

### Bester Hauptdarsteller
präsentiert von Kate Winslet (Laudatoren: Vera Farmiga, Colin Farrell, Julianne Moore, Michelle Pfeiffer und Tim Robbins)
Jeff Bridges – Crazy Heart
George Clooney – Up in the Air
Colin Firth – A Single Man
Morgan Freeman – Invictus – Unbezwungen (Invictus)
Jeremy Renner – Tödliches Kommando – The Hurt Locker (The Hurt Locker)

### Beste Hauptdarstellerin
präsentiert von Sean Penn (Laudatoren: Peter Sarsgaard, Michael Sheen, Stanley Tucci, Forest Whitaker und Oprah Winfrey)
Sandra Bullock – Blind Side – Die große Chance (The Blind Side)
Helen Mirren – Ein russischer Sommer (The Last Station)
Carey Mulligan – An Education
Gabourey Sidibe – Precious – Das Leben ist kostbar (Precious)
Meryl Streep – Julie & Julia

### Bester Nebendarsteller
präsentiert von Penélope Cruz
Christoph Waltz – Inglourious Basterds
Matt Damon – Invictus – Unbezwungen (Invictus)
Woody Harrelson – The Messenger – Die letzte Nachricht (The Messenger)
Christopher Plummer – Ein russischer Sommer (The Last Station)
Stanley Tucci – In meinem Himmel (The Lovely Bones)

### Beste Nebendarstellerin
präsentiert von Robin Williams
Mo’Nique – Precious – Das Leben ist kostbar (Precious)
Penélope Cruz – Nine
Vera Farmiga – Up in the Air
Maggie Gyllenhaal – Crazy Heart
Anna Kendrick – Up in the Air

### Bestes Originaldrehbuch
präsentiert von Tina Fey und Robert Downey Jr.
Mark Boal – Tödliches Kommando – The Hurt Locker (The Hurt Locker)
Alessandro Camon, Oren Moverman – The Messenger – Die letzte Nachricht (The Messenger)
Ethan Coen, Joel Coen – A Serious Man
Pete Docter, Bob Peterson – Oben (Up)
Quentin Tarantino – Inglourious Basterds

### Bestes adaptiertes Drehbuch
präsentiert von Rachel McAdams und Jake Gyllenhaal
Geoffrey Fletcher – Precious – Das Leben ist kostbar (Precious)
Jesse Armstrong, Simon Blackwell, Armando Iannucci, Tony Roche – Kabinett außer Kontrolle (In The Loop)
Neill Blomkamp, Terri Tatchell – District 9
Nick Hornby – An Education
Jason Reitman, Sheldon Turner – Up in the Air

### Beste Kamera
präsentiert von Sandra Bullock
Mauro Fiore – Avatar – Aufbruch nach Pandora (Avatar)
Barry Ackroyd – Tödliches Kommando – The Hurt Locker (The Hurt Locker)
Christian Berger – Das weiße Band – Eine deutsche Kindergeschichte
Bruno Delbonnel – Harry Potter und der Halbblutprinz (Harry Potter and the Half-Blood Prince)
Robert Richardson – Inglourious Basterds

### Bestes Szenenbild
präsentiert von Sigourney Weaver
Rick Carter, Kim Sinclair, Robert Stromberg – Avatar – Aufbruch nach Pandora (Avatar)
Maggie Gray, Patrice Vermette – Victoria, die junge Königin (The Young Victoria)
Sarah Greenwood, Katie Spencer – Sherlock Holmes
Anastasia Masaro, Carline Smith, David Warren – Das Kabinett des Doktor Parnassus (The Imaginarium of Doctor Parnassus)
John Myhre, Gordon Sim – Nine

### Bestes Kostümdesign
präsentiert von Sarah Jessica Parker und Tom Ford
Sandy Powell – Victoria, die junge Königin (The Young Victoria)
Colleen Atwood – Nine
Catherine Leterrier – Coco Chanel – Der Beginn einer Leidenschaft (Coco avant Chanel)
Janet Patterson – Bright Star
Monique Prudhomme – Das Kabinett des Doktor Parnassus (The Imaginarium of Doctor Parnassus)

### Bestes Make-Up
präsentiert von Ben Stiller
Barney Burman, Mindy Hall, Joel Harlow – Star Trek
Jon Henry Gordon, Jenny Shircore – Victoria, die junge Königin (The Young Victoria)
Aldo Signoretti, Vittorio Sodano – Il Divo

### Beste Filmmusik
präsentiert von Jennifer Lopez und Sam Worthington
Michael Giacchino – Oben (Up)
Marco Beltrami, Buck Sanders – Tödliches Kommando – The Hurt Locker (The Hurt Locker)
Alexandre Desplat – Der fantastische Mr. Fox (Fantastic Mr. Fox)
James Horner – Avatar – Aufbruch nach Pandora (Avatar)
Hans Zimmer – Sherlock Holmes

### Bester Song
präsentiert von Miley Cyrus und Amanda Seyfried
„The Weary Kind“ aus Crazy Heart – Ryan Bingham, T Bone Burnett
„Almost There“ aus Küss den Frosch (The Princess and the Frog) – Randy Newman
„Down in New Orleans“ – aus Küss den Frosch (The Princess and the Frog) – Randy Newman (Musik und Liedtext)
„Loin de Paname“ aus Paris, Paris – Monsieur Pigoil auf dem Weg zum Glück (Faubourg 36) – Frank Thomas, Reinhardt Wagner
„Take It All“ aus Nine – Maury Yeston

### Bester Schnitt
präsentiert von Tyler Perry
Chris Innis, Bob Murawski – Tödliches Kommando – The Hurt Locker (The Hurt Locker)
James Cameron, John Refoua, Stephen E. Rivkin – Avatar – Aufbruch nach Pandora (Avatar)
Julian Clarke – District 9
Joe Klotz – Precious – Das Leben ist kostbar (Precious)
Sally Menke – Inglourious Basterds

### Bester Ton
präsentiert von Anna Kendrick und Zac Efron
Ray Beckett, Paul Ottosson – Tödliches Kommando – The Hurt Locker (The Hurt Locker)
Anna Behlmer, Peter J. Devlin, Andy Nelson – Star Trek
Christopher Boyes, Tony Johnson, Andy Nelson, Gary Summers – Avatar – Aufbruch nach Pandora (Avatar)
Tony Lamberti, Michael Minkler, Mark Ulano – Inglourious Basterds
Geoffrey Patterson, Greg P. Russell, Gary Summers – Transformers – Die Rache (Transformers: Revenge of the Fallen)

### Bester Tonschnitt
präsentiert von Anna Kendrick und Zac Efron
Paul Ottosson – Tödliches Kommando – The Hurt Locker (The Hurt Locker)
Christopher Boyes, Gwendolyn Yates Whittle – Avatar – Aufbruch nach Pandora (Avatar)
Tom Myers, Michael Silvers – Oben (Up)
Alan Rankin, Mark P. Stoeckinger – Star Trek
Wylie Stateman – Inglourious Basterds

### Beste visuelle Effekte
präsentiert von Gerard Butler und Bradley Cooper
Richard Baneham, Andrew R. Jones, Joe Letteri, Stephen Rosenbaum – Avatar – Aufbruch nach Pandora (Avatar)
Matt Aitken, Robert Habros, Dan Kaufman, Peter Muyzers, – District 9
Burt Dalton, Russell Earl, Roger Guyett, Paul Kavanagh – Star Trek

### Bester Animationsfilm
präsentiert von Cameron Diaz und Steve Carell
Oben (Up) – Pete Docter
Coraline – Henry Selick
Das Geheimnis von Kells (The Secret of Kells) – Tomm Moore
Der fantastische Mr. Fox (Fantastic Mr. Fox) – Wes Anderson
Küss den Frosch (The Princess and the Frog) – John Musker und Ron Clements

### Bester fremdsprachiger Film
präsentiert von Pedro Almodóvar und Quentin Tarantino
In ihren Augen (El secreto de sus ojos), Argentinien – Juan José Campanella
Ajami, Israel – Scandar Copti, Yaron Shani
Eine Perle Ewigkeit (La teta asustada), Peru – Claudia Llosa
Ein Prophet (Un prophète), Frankreich – Jacques Audiard
Das weiße Band – Eine deutsche Kindergeschichte, Deutschland – Michael Haneke

### Bester animierter Kurzfilm
präsentiert von Carey Mulligan und Zoe Saldana
Logorama – Nicolas Schmerkin
La dama y la muerte – Javier Recio Gracia
French Roast – Fabrice Joubert
Granny O’Grimm’s Sleeping Beauty – Darragh O’Connell, Nicky Phelan
Wallace & Gromit – Auf Leben und Brot (A Matter of Loaf and Death) – Nick Park

### Bester Kurzfilm
präsentiert von Carey Mulligan und Zoe Saldana
The New Tenants – Joachim Back, Tivi Magnusson
The Door – James Flynn, Juanita Wilson
Istället för Abrakadabra – Patrik Eklund, Mathias Fjellström
Kavi – Gregg Helvey
Miracle Fish – Drew Bailey, Luke Doolan

### Bester Dokumentarfilm
präsentiert von Matt Damon
Die Bucht (The Cove) – Louie Psihoyos, Fisher Stevens
Burma VJ – Berichte aus einem verschlossenen Land (Burma VJ: Reporter i et lukket land) – Lise Lense-Møller, Anders Østergaard
Food, Inc. – Robert Kenner, Elise Pearlstein
Der gefährlichste Mann in Amerika – Daniel Ellsberg und die Pentagon-Papiere (The Most Dangerous Man in America: Daniel Ellsberg and the Pentagon Papers) – Judith Ehrlich, Rick Goldsmith
Kinder auf der Flucht (Which Way Home) – Rebecca Cammisa

### Bester Dokumentar-Kurzfilm
präsentiert von Carey Mulligan und Zoë Saldaña
Music by Prudence – Elinor Burkett, Roger Ross Williams
China’s Unnatural Disaster: The Tears of Sichuan Province – Jon Alpert, Matthew O’Neill
The Last Campaign of Governor Booth Gardner – Henry Ansbacher, Daniel Junge
The Last Truck: Closing of a GM Plant – Steven Bognar, Julia Reichert
Mauerhase (Królik po Berlińsku) – Bartosz Konopka, Anna Wydra

## Ehrenpreise
Die Preisträger des Ehrenoscars sind in diesem Jahr Lauren Bacall, Gordon Willis und Roger Corman. John Calley erhält den Thalberg Award. Eine Zusammenfassung der Verleihung wurde von Queen Latifah präsentiert.

## In Memoriam
Auch wurden die im Jahr 2009 verstorbenen Schauspieler, Autoren usw. geehrt, z. B. Jennifer Jones, Jean Simmons, Robert Woodruff Anderson. Auch wurde der Sänger und Entertainer Michael Jackson geehrt.

## Trivia
Die als beste Hauptdarstellerin ausgezeichnete Sandra Bullock hatte am Tag zuvor ebenfalls den „Anti-Oscar“ Goldene Himbeere erhalten, wenn auch für eine andere Rolle, und ihn als sechster Gewinner überhaupt auch persönlich entgegengenommen.